# 馬內維奇區

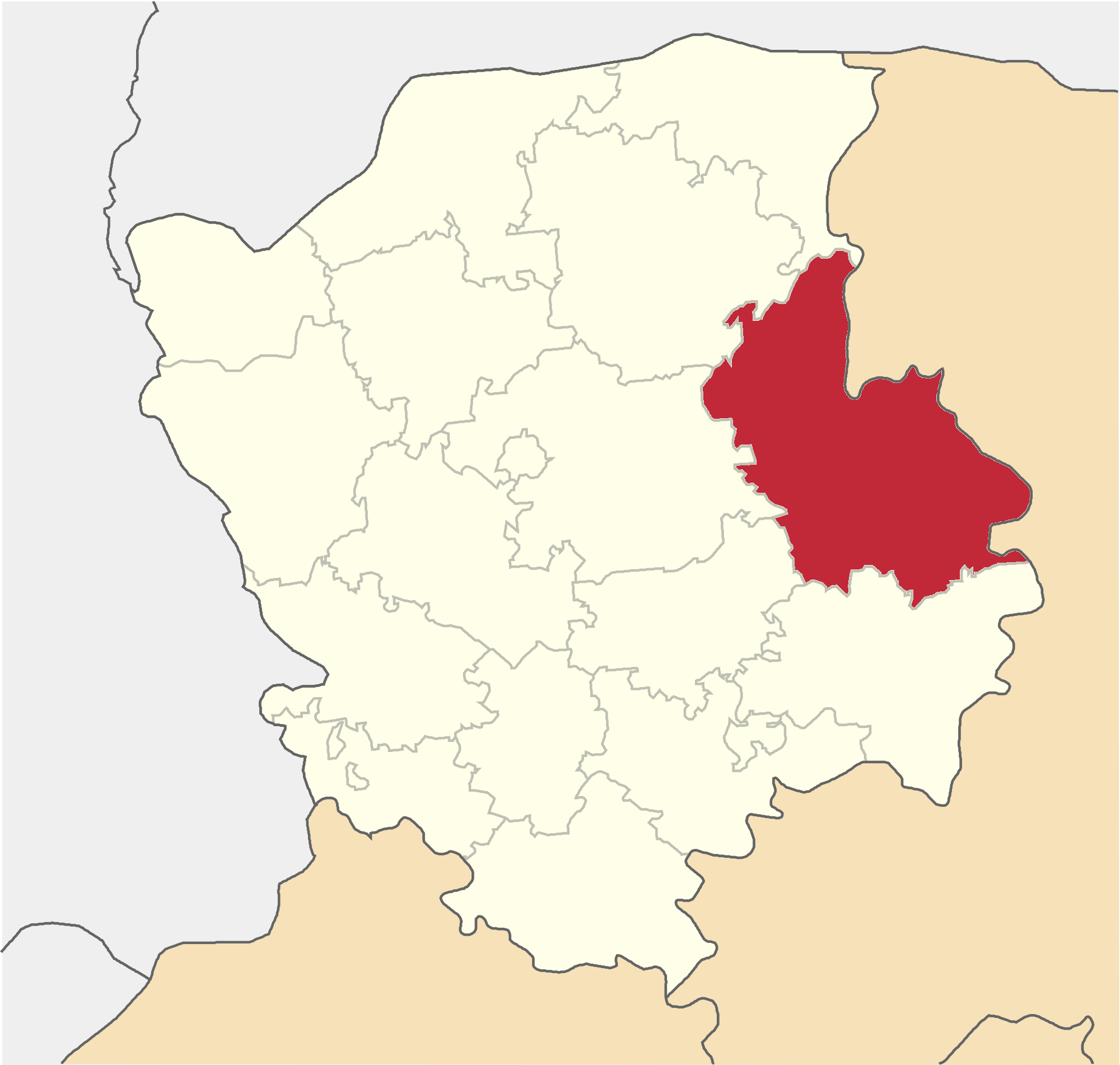
撤销前馬內維奇區在沃倫州的位置

馬內維奇區（烏克蘭語：Маневицький район），是烏克蘭西部沃倫州的一個旧區行政中心为馬內維奇，面積2,265平方公里，2015年人口54,926，人口密度每平方公里24.25人。
该区在2020年7月18日的乌克兰行政区划改革中被撤销，改革后沃伦州下分为4个区，馬內維奇區大部分合并至卡明-卡希爾斯基區，小部分南部区域合并至盧茨克區。

## 著名人物
齐格蒙特·谢拉科夫斯基（1826 年，利索夫 – 1863 年）是波兰-立陶宛联邦前立陶宛大公国领土一月起义的领导人之一。